# U21-världsmästerskapet i handboll för herrar 1999
U21-världsmästerskapet i handboll för herrar 1999 var den tolfte upplagan av U21-VM i handboll på herrsidan och spelades i Qatar från den 23 augusti till 5 september 1999. Världsmästare blev Danmark, som därmed försvarade sin första titel från förra U21-VM. Finalen mot Sverige avgjordes efter förlängning med resultatet 26–22, då matchen slutat 21–21 efter full tid.

## Medaljörer
| Guld | Silver | Brons                  |
| --- | --- | ---------------------- |
| Danmark1. Thomas Petersen 12. Jacob Christensen 16. Mathias Petersen 2. Mikkel Aagaard 3. Torsten Laen 4. Jørgen Henriksen 5. Andreas Jensen 6. Lars Jørgensen 7. Michael V. Knudsen 8. Lasse Boesen 9. Lars Krogh Jeppesen 10. Bo Spellerberg 11. Peter Marxen 13. Jan Sørensen 14. Kristian Gjessing 15. Henrik SlothFörbundskapten: Torben Winther | Sverige 1. Mattias Andersson 12. Robert Lechte 2. Magnus Lindén 3. Niklas Johansson 4. Fredrik Nilsson 5. Marcus Ahlm 6. Henrik Lundström 7. Sebastian Seifert 8. Kalle Sjödin 9. Johan Lindberg 10. Alexander Hansen 11. Daniel Skipper 13. Carl-Johan Andersson 14. Robert Arrhenius 15. Pierre Hammarstrand 17. Bastian AnderssonFörbundskapten: Krister Broman Per-Olov "Tjolle" Ström | Egypten4. Hussein Zaky |

## Slutplaceringar
| Guld   | Danmark U21        |
| Silver | Sverige U21        |
| Brons  | Egypten U21        |
| 4.     | Frankrike U21      |
| 5.     | FR Jugoslavien U21 |
| 6.     | Spanien U21        |
| 7.     | Ryssland U21       |
| 8.     | Grekland U21       |
| 9.     | Tunisien U21       |
| 10.    | Portugal U21       |
| 11.    | Kroatien U21       |
| 12.    | Qatar U21          |
| 13.    | Brasilien U21      |
| 14.    | Israel U21         |
| 15.    | Norge U21          |
| 16.    | Ungern U21         |
| 17.    | Nya Zeeland U21    |

## Statistik

### Mest värdefulla spelare (MVP)
- Hussein Zaky